# Heinrich Schlusnus
Heinrich Schlusnus (Braubach, 6 agosto 1888 – Francoforte, 18 giugno 1952) è stato un baritono tedesco. È stato il più importante baritono lirico tedesco del periodo tra la prima e la seconda guerra mondiale. Ha cantato l'opera e i lieder in maniera ugualmente distinta.

## Biografia
Nato a Braubach, Schlusnus studiò con insegnanti di canto a Berlino e Francoforte prima di debuttare al teatro dell'opera di Amburgo nel 1915. Schlusnus cantò a Norimberga dal 1915 al 1917 e alla prestigiosa Opera di Stato di Berlino dal 1917 al 1951. Fu assunto dall'Opera di Chicago per la stagione 1927-28 e apparve al Festival di Bayreuth nel 1933.
Nel 1919 si verificò un evento di fondamentale importanza. Schlusnus era già un cantante di successo, eppure ricominciò da zero sotto la tutela di Louis Bachner. Durante i suoi studi precedenti era di moda "coprire" la voce, rendendola gutturale, oscura e limitata. Sotto Bachner, Schlusnus liberò il suo timbro e ampliò la sua gamma. Cantava semplicemente come si parla, naturalmente e distintamente. Louis Bachner: "con gli interessi, non con il capitale". Schlusnus: "[Lui] mi ha dato la libertà di canto, la mia tecnica vocale e la comprensione del canto corretto, quello che sono lo devo a lui."
Durante la sua acclamata permanenza a Berlino, Schlusnus si affermò come il più grande interprete della Germania nei ruoli di baritono verdiano e, secondo la maggior parte dei critici, nessun baritono di lingua tedesca successivo ha eguagliato la sua supremazia in questo campo. Schlusnus eccelleva anche nelle parti wagneriane più leggere e nelle opere liriche di altri compositori tedeschi.
Inoltre Schlusnus guadagnò una notorietà critica come artista concertista e cantante di lieder nonostante abbia affrontato una dura competizione sulla piattaforma del recital (e sul palcoscenico) con baritoni rivali come Herbert Janssen, Willi Domgraf-Fassbaender, Gerhard Hüsch, Karl Hammes, Rudolf Bockelmann e Karl Schmitt-Walter. Come interprete di lieder si esibiva spesso con i pianisti tedeschi Franz Rupp e Sebastian Peschko.
A detta di tutti Schlusnus non era un attore magnetico come due famosi baritoni verdiani delle generazioni seguenti: Lawrence Tibbett e Tito Gobbi. In compenso, tuttavia, era stato benedetto con una voce baritonale straordinariamente bella e un impeccabile stile legato di canto che l'accompagnava. In effetti la tecnica raffinata del bel canto di Schlusnus, unita alla prudente gestione delle sue risorse vocali, gli permise di godere di una carriera insolitamente lunga. Morì a Francoforte, non molto tempo dopo essersi ritirato dal palcoscenico, all'età di 63 anni.

## Registrazioni
Schlusnus frequentò gli studi di registrazione tedeschi negli anni '20, '30 e '40, impegnandosi a incidere una serie impressionante di lieder e una panoplia di arie e duetti d'opera standard tedeschi e italiani. Molte di queste registrazioni sono disponibili su CD, in particolare un Rigoletto completo cantato in tedesco con Erna Berger, Helge Rosvaenge, Margarete Klose e Josef Greindl. Veniva anche ascoltato spesso nelle trasmissioni radiofoniche tedesche fatte prima e durante la seconda guerra mondiale. Il critico musicale inglese J.B. Steane scrive molto dell'eredità delle registrazioni del baritono nel suo sondaggio sul canto classico su disco, "The Grand Tradition". Steane lo elogia per la bellezza fine del suo tono, la sua musicalità e la fluidità del suo legato.